# Juwon Oshaniwa
Juwon Oshaniwa (n. Ilorin, 14 de septiembre de 1990) es un ex-futbolista nigeriano que jugaba en la demarcación de lateral.

## Biografía
Debutó como futbolista en 2007 con el Kwara United FC cuando contaba con 17 años de edad. Posteriormente jugó para el Lobi Stars FC y para el Sharks FC, con el que ganó el Campeonato de Clubes de la WAFU en 2011. Finalmente en 2012 firmó por el FC Ashdod israelí, donde jugó hasta el mercado veraniego de 2015, momento en el que el Heart of Midlothian FC se hizo con sus servicios.

## Selección nacional
Hizo su debut con la selección de fútbol de Nigeria en 2012, en la clasificación para la Copa Mundial de Fútbol de 2014. Además disputó la Copa Africana de Naciones 2013,
Fue elegido como uno de los 23 jugadores que disputarían la Copa Mundial de fútbol de 2014 para representar a Nigeria bajo las órdenes de Stephen Keshi.

### Participaciones en Copas del Mundo
| Mundial                        | Sede   | Resultado        |
| ------------------------------ | ------ | ---------------- |
| Copa Mundial de Fútbol de 2014 | Brasil | Octavos de final |

## Clubes
| Club                   | País    | Año       | Partidos | Goles |
| ---------------------- | ------- | --------- | -------- | ----- |
| Kwara United FC        | Nigeria | 2007-2008 |          |       |
| Lobi Stars FC          | Nigeria | 2008-2009 |          |       |
| Sharks FC              | Nigeria | 2009-2012 |          |       |
| FC Ashdod              | Israel  | 2012-2015 | 65       | 0     |
| Heart of Midlothian FC | Escocia | 2015-2017 | 25       | 0     |
| Akwa United FC         | Nigeria | 2018-2019 |          |       |

## Palmarés

### Campeonatos continentales
| Título                          | Club      | País    | Año  |
| ------------------------------- | --------- | ------- | ---- |
| Campeonato de Clubes de la WAFU | Sharks FC | Nigeria | 2011 |